# Xtreme Racing
Xtreme Racing è un  videogioco per Amiga uscito nel 1995 sviluppato dalla Silltunna Software (ora Tuna Technologies) e pubblicato dalla Black Magic Software. È un clone del più famoso Mario Kart della Nintendo uscito qualche anno prima, ma migliorato sotto molti aspetti.
Da segnalare la possibilità di giocare fino a 8 persone in multiplayer tramite cavo null modem o connessione telefonica.